# Visay Phaphouvanin
Visay Phaphouvanin (Vientiane, 12 de junho de 1985) é um futebolista laociano que atua como atacante. Atualmente, joga pelo Electricite du Laos.

## Seleção
Visay Phaphouvanin fez sua estreia pela Seleção Lau em dezembro de 2002, na derrota para a vizinha Tailândia por 5 a 1, em jogo válido pela Copa AFF Suzuki. Com passagem também pelo time Sub-23 entre 2001 e 2007, é o recordista de jogos disputados pelo Thim Xad, com 51 partidas, e também o maior artilheiro da equipe (18 gols).
Em nível de clubes, jogou por Udon Thani, Vientiane, Lao Police Club, Eastern Star e, desde 2016, atua pelo Electricite du Laos, pertencente à companhia de energia elétrica do país.